# وان کانزاس سیتی پلیس

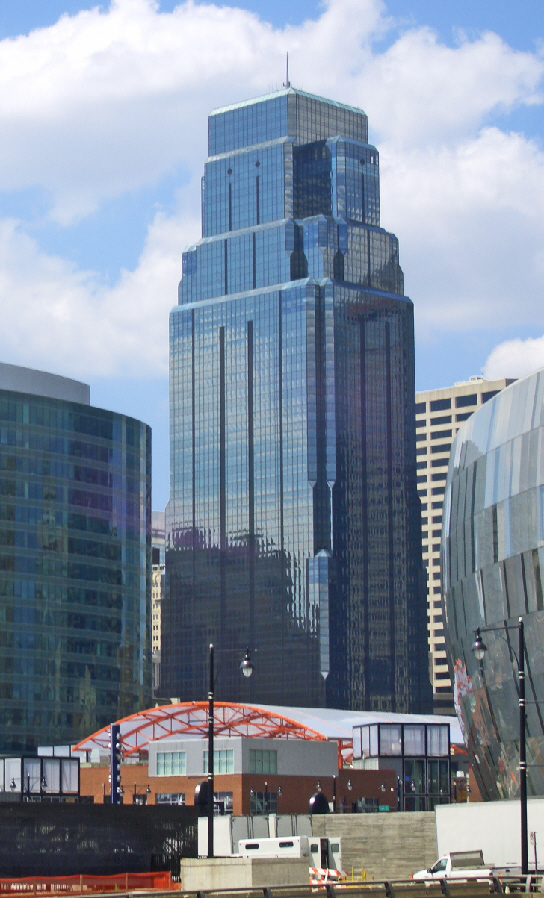

برج وان کانزاس سیتی پلیس (به انگلیسی: One Kansas City Place) نام بلندترین برج مرتفع اداری در ایالت میزوری در آمریکا است.
این برج در ۱۹۸۸ ساخته گردید، و ۱۹۹٫۳ متر ارتفاع دارد، و در شهر کانزاس سیتی، میزوری واقع است.